# Texas Flood
Texas Flood was het eerste soloalbum van de Texaanse zanger en gitarist Stevie Ray Vaughan en zijn tweekoppige begeleidingsband Double Trouble. Het debuutalbum van Vaughan sloeg in als een bom bij bluesliefhebbers bij zijn voorstelling in 1983.
Het album bevatte bluesklassiekers zoals Mary Had a Little Lamb van Buddy Guy en Texas Flood van Larry Davis, het nummer dat later meer met Vaughan dan met Davis zou worden geassocieerd. Maar het overgrote deel van het album bestond voornamelijk uit zelfgeschreven nummers zoals het populaire Pride and Joy en Love Struck Baby, het technisch indrukwekkende Rude Mood en Lenny, een instrumentale ballade opgedragen aan zijn vrouw.
In slechts enkele jaren ging het album platina en zorgde ervoor dat Vaughan het respect kreeg van zijn mede-bluesperformers. Het album kon opgenomen worden dankzij de hulp van Jackson Browne. Browne en Vaughan leerden elkaar kennen in 1982 op het Montreux Jazz Festival in Zwitserland waar Vaughan als eerste artiest zonder platencontract optrad. Hoewel het publiek, grotendeels liefhebbers van traditionele blues, Vaughan en Double Trouble uitjouwde, vond Browne dat de band fantastisch speelde. Na het optreden bood hij zijn pakhuis in LA aan waar Vaughan en zijn kompanen gratis de nummers mochten opnemen die uiteindelijk Texas Flood zouden vormen.